# 三井不動産ファシリティーズ・ウエスト
三井不動産ファシリティーズ・ウエスト株式会社（みついふどうさんファシリティーズ・ウエスト、英: Mitsui Fudosan Facilities West Co.,Ltd）は、三井不動産グループの総合建物管理会社である。
関西・中京圏を中心に西日本エリアで事業展開している。

## 沿革
- 2005年4月1日 いずみテック、エム・エフ・ビルマネジメント関西、新名ビルマネジメントの三社が合併し、ファースト・ファシリティーズ・ウエストとなる。
- 2017年4月1日 三井不動産ファシリティーズ・ウエストに商号変更。